# ホッピングマッピー
『ホッピングマッピー』（HOPPING MAPPY）は、1986年にナムコ（後のバンダイナムコエンターテインメント）が発売したアーケードゲーム。開発はゲームスタジオが手掛けた。

## 概要
『マッピー』の続編。柵で囲まれた屋外が舞台となる。4方向レバー+1ボタンで操作し、ホッピングで跳ねているマッピーをレバー操作で4方向に移動させ、ボタンで加速させる。空中を飛んでいる間に、進行方向とは逆にレバー操作をするとそのまま空中でターンすることができ、これを利用することで縦一列で接近してきたミューキーズに対して、横方向への移動とターンで接触を回避することができる。画面上にある盗品を全て回収するとラウンドクリアとなる。ラウンド数は全31面。
システム基板にSYSTEM 86を採用している。基板はFM音源（YM2151）を搭載しているがゲーム全体を通して使用せず、前作と同様にWSG（波形メモリ音源）のみを使用。前作同様、作曲は大野木宜幸で、メインBGMは前年アルファレコードから発売された音楽作品『ザ・リターン・オブ・ビデオ・ゲーム・ミュージック』に収録された、大野木オリジナル曲「Merry Goes Around」が使われている。

### 登場キャラクター
マッピー
主人公。ネズミの警察官で、ニャームコ達に盗まれた品物を取り返すことを目的とする。
ニャームコ
敵キャラで、泥棒ネコ達のボス。彼だけホッピングに乗らず自力で飛び跳ねているので一定距離ごとに一休みをする。この休息時に踏み潰すと100点のボーナスが入る。
ミューキーズ
敵キャラ。ピンク色をしているネコ。ホッピングに乗って移動するが、マッピーを追いかけずラインを1直線に往復移動するだけである。
ご先祖様
ニャームコのご先祖様で、永久パターン防止キャラクター。残りの品物が2個以下で一定時間後に出てくるコイン型のネコ（墓石）。このキャラだけマッピーを追いかけてくる。

### 盗品
今回、警察官であるマッピーが回収する盗品は、1ラウンドにつき4種類2つずつあり、前作同様ペア毎に回収していくと偶数個目の盗品が2倍、3倍とアップしていく。得点は前作よりも1桁少ない。
- キツネの面 - 10点
- 招き猫 - 20点
- だるま - 30点
- 雪だるま - 40点

### ?BOX
特定の盗品をペアで回収すると現れる?BOXに触れると特殊なアイテムが散らばり、いずれかひとつを獲得出来る。アイテムにはボーナス得点や、ニャームコやミューキーズの動きが一定時間止まったり、反撃が可能となる効果などがある。中身が出た後のBOXは50点で、盗品をペアで取っている時にBOXを取ると、盗品の倍率が上がる。

#### マジカルアイテム
青い砂時計
数秒間ニャームコ及びミューキーズの動きを止める。この間は敵に触れてもミスにはならない。
ピンクの砂時計
数秒間ミューキーズの動きを止める。
赤いダイヤ
3桁の数字のスロットが始まり、ボタンを押して止まった数字がボーナスポイントとなる。
黄色いダイヤ
2桁の数字のスロットが始まり、ボタンを押して止まった数字がボーナスポイントとなる。
赤いハート
数秒間無敵となりニャームコ及びミューキーズを倒す事が出来る。
オレンジのハート
数秒間無敵となりミューキーズを倒す事が出来る。但しニャームコに触れるとミスとなる。
紫のボール
数秒間ミューキーズの動きが遅くなる。
青いボール
はずれ。
但し、ラウンド3のみアイテムではなく「M・A・P・P・Y」の5文字が散らばり、すべて取るとマッピーのストックが1つ増える。ちなみに、これがストックを増やす唯一のチャンスであり、他で増えることは一切ない。

### ボーナスラウンド
4ラウンド毎に登場。左向き強制スクロールでマッピーが画面左に出されてしまうかBGMの曲が終わるまで風船を割っていく。
ボーナスラウンド終了後は割った小さい風船の数（8個ごとに以降の獲得ポイントが増加。最大5段階）と、大きな風船を割った数に応じてボーナス点が入る。

## 移植
- 2005年11月2日、iアプリに移植。2006年6月1日よりVアプリ版、同年12月21日よりBREW版が配信開始。
- 2009年6月2日、Wiiのバーチャルコンソールアーケードで配信開始（2019年1月31日販売終了）。通常の操作のほか、Wiiリモコンの加速度センサーによる操作に対応している。
- 2022年1月20日、アーケードアーカイブスからPlayStation 4およびNintendo Switch用に配信開始[1][2][3][4]。「こだわり設定」でゲームスピードの調整が可能。

## シリーズ作品
- マッピー （1983年/アーケードゲーム）
- マッピーランド （1986年11月26日/ファミリーコンピュータ）
- マッピーキッズ （1989年12月22日/ファミリーコンピュータ）
- マッピー・アレンジメント （1995年/アーケードゲーム） ※『ナムコクラシックコレクション Vol.1』内
- マッピー ニャームコ団の逆襲 （2006年3月31日/Let's!TVプレイCLASSIC）※『ナムコノスタルジア1』内